# 11 de novembre (àlbum)
11 de novembre és el primer àlbum en solitari de la cantant Sílvia Pérez Cruz, que va ser publicat el 17 d'abril de 2012. És un àlbum de 13 cançons que va ser presentat al Liceu de Barcelona. És una barreja d'estils i idiomes, ja que està cantat en català, castellà i portuguès, totes les composicions i arranjaments són seus.
Les cançons són de diferents estils o barreges: folk, havaneres, jazz, psicodèlia, pop, tropicalisme, flamenc, fado i clàssica.

## Llista de cançons
| Núm. | Títol                                | Durada |
| ---- | ------------------------------------ | ------ |
| 1.   | «Lietzenburgerstrasse 1976»          | 3:26   |
| 2.   | «Pare meu»                           | 5:00   |
| 3.   | «Iglesias» (en castellà)             | 4:18   |
| 4.   | «Não sei» (en portuguès)             | 4:42   |
| 5.   | «Días de paso» (en castellà)         | 2:51   |
| 6.   | «Covava l'ou de la mort blanca»      | 4:35   |
| 7.   | «Meu meniño» (en gallec)             | 2:36   |
| 8.   | «Nonnon» (en castellà)               | 2:08   |
| 9.   | «Memoria de pez» (en castellà)       | 4:28   |
| 10.  | «Diluvio universal» (en castellà)    | 5:35   |
| 11.  | «O meu amor é glòria» (en portuguès) | 5:09   |
| 12.  | «Folegandros»                        | 4:00   |
| 13.  | «11 de novembre»                     | 2:50   |
| 14.  | «Así es mi boca» (en castellà)       | 4:47   |